# L'escala de Jacob
L'Escala de Jacob (títol original: Jacob's Ladder) és un film de terror psicològic estatunidenc dirigit per Adrian Lyne, i estrenada l'any 1990. Ha estat doblada al català.

## Argument
El 6 d'octubre de 1971, Jacob Singer, un soldat americà de la 1st Aire Cavalry Division, és destinat a un poble del delta del Mekong durant la guerra del Vietnam quan s'anuncia un atac imminent. Si alguns soldats americans són morts pels tirs dels oponents, Jacob veu també altres dels seus camarades tenir crisis catatòniques, d'epilèpsia o de deliri. Aterrir, fuig a la jungla on és colpejat per una baioneta.
Jacob es desperta el 1975, al metro de Nova York, on s'ha adormit llegint L'estrany de Camus. De retorn del front, malgrat els seus estudis en filosofia, no ha trobat més que un treball de carter i viu a casa de la seva amiga Jezzie, separat de la seva ex-dona Sarah i dels seus fills. Plora encara la mort d'un d'ells, Gabriel, mort atropellat per un cotxe abans de la guerra. Mentre intenta viure una vida senzilla, té visions que el trastornen, trobant-se presoner en una parada de metro, observat per persones de traços indistints i rostres que tremolen frenèticament, faltant-li només ser atropellat per un cotxe. Quan vol consultar un psiquiatre conegut dels veterans, és fet fora per una infermera abans de saber que el psiquiatre és mort. És pres de la visió d'un monstre alat penetrant Jezzie en una festa abans d'enfonsar-se, convuls de febre alta. La seva confusió augmenta, creu que la seva vida amb Jezzie és un somni i que mai no ha abandonat la seva família.

## Repartiment
- Tim Robbins: Jacob Singer
- Elizabeth Peña: Jezebel "Jezzie" Pipkin
- Danny Aiello: Louis Denardo
- Matt Craven: Michael Newman
- Pruitt Taylor Vince: Paul Gunegher
- Jason Alexander: M. Geary, l'advocat
- Patricia Kalember: Sarah
- Eriq La Salle: Frank
- Ving Rhames: George
- Brian Tarantina: Doug
- Anthony Alessandro: Rod
- Brent Hinkley: Jerry
- S. Epatha Merkerson: Elsa
- Suzanne Sheperd: la recepcionista a l'hospital
- Lewis Black: El metge de Jacob
- Macaulay Culkin: Gabe Singer (no surt als crèdits)
- John Capodice: Un oficial de l'exèrcit

## Desenvolupament
El títol del film fa referència al passatge bíblic de l'escala de Jacob, un somni del lloc que fa d'enllaç entre el Paradís i la Terra (Gènesi 28:12). El seu títol alternatiu, menys conegut, és Dante's Inferno, en referència a l'Infern de Dante Alighieri (el personatge de Jacob mira d'altra banda nombrosos gravats de Gustave Daurat inspirats en l'obra de Dante). El guionista i coproductor Bruce Joel Rubin veia al film una interpretació moderna del Bardo Thodol, el llibre dels morts tibetà. Abans d'escriure els scripts de l'Escala de Jacob i Ghost, totes dues estrenades l'any 1990, Rubin, de confessió jueva, va passar dos anys en un monestir tibetà budista al Nepal, després d'haver escrit Brainstorm i Amiga mortal, dos films centrats en la vida després de la mort. ·  El seu guió original per l'Escala de Jacob era molt diferent de la pel·lícula estrenada, sobretot el final.
Rubin va començar a treballar en L'escala de Jacob el 1980, marcat per un malson on es veia tancat en una parada de metro. Intentarà en va vendre el seu script durant diversos anys; Thom Mount d'Universal Pictures va dir que « li agradava, però que no era pel seu estudi. » Directors com Michael Apted, Sidney Lumet i Ridley Scott van estar interessats pel film, però cap estudi important no estava a punt per invertir en les històries « massa metafísiques » de Rubin i « Hollywood no fa pel·lícules de fantasmes ». Finalment, després que Deadly Friend va ser dirigit per Wes Craven el 1986, els guions de Rubin per l'escala de Jacob i Ghost van ser comprats per la Paramount Pictures. El 1988, Adrian Lyne, a qui l'agrava el script de Rubin, decideix de realitzar-ho més aviat que l'adaptació de Foguera de les vanitats com havia previst (a continuació, Tom Hanks, que Lyne considerava pel paper de Jacob, ha agafat el paper del Bûcher). Els propietaris i la direcció de la Paramount han intentat l'anul·lació del projecte; els executius tenien dubtes sobre el final i les escenes al Vietnam. Finalment l'estudi independent Carolco Pictures reprèn la producció de l'Escala de Jacob, concedint a Lyne una més gran llibertat creativa per un pressupost de 25 milions USD. Rubin esdevé coproductor, amb Mario Kassar, Alan Marshall i Andrew G. Vajna.
Centenars d'actors van ser audicionats, com Al Pacino, Dustin Hoffman i Richard Gere per Jacob, i Andie MacDowell, Julia Roberts i Madonna per Jezzie. Finalment, Tim Robbins i Elizabeth Peña van ser seleccionats; cap dels dos es coneixia abans. Robbins ha vist en el film « una bonica ocasió d'anar a una direcció diferent. M'agrada fer comèdia, però sé que puc també bé fer altres coses. » El conseller militar és el capità Dale Dye, veterà del Vietnam, que ha entrenat durant cinc dies els actors que havien d'encarnar un soldat al front (com Robbins, Pruitt Taylor Vince, Eriq La Salle i Ving Rhames).
Els efectes especials del film han estat rodats tal com raja, sense necessitat de postproducció. Lyne ha utilitzat una tècnica del gènere del body horror filmant un actor sacsejant el cap a un baix nombre d'imatges per segon, creant un efecte ràpid i pertorbant una vegada passat a velocitat normal. Lyne ha estat inspirat per les pintures de l'artista Francis Bacon per crear aquest efecte. Al seu script, Rubin utilitzava una imatgeria clàssica pels dimonis i l'infern, però Lyne va preferir imatges semblants a les deformitats talidomides per donar suport al xoc. Després de diverses disputes acalorades, Lyne es va apropar a la visió de Rubin. Lyne i Rubin han tret coses dels treballs de H. R. Giger i dels fotògrafs Diane Arbus i Joel-Peter Witkin, així com el film en stop-moció El Carrer dels cocodrils dels germans Quay de 1986.
Al film, Jacob s'entera per Michael que els esdeveniments que ha viscut en els seus últims dies al Vietnam són el resultat d'una droga de combat experimental anomenada « l'Escala », presa pels soldats sense saber-ho. El film acaba amb un missatge revelant informes sobre tests sobre el BZ, un codi de l'OTAN per l'al·lucinogen benzilate de 3-quinuclidinyle, en soldats americans durant el conflicte que han estat negats pel Departament de Defensa dels Estats Units. Lyne diu que aquest missatge ha estat inspirat pel llibre de Martin A. Lee Acid Dreams: The CIA, LSD and Sixties Rebellion, però que res no indicava explícitament l'ús d'aquesta droga en tropes americanes. Les escenes de combat han estat filmades a Puerto Rico, a la regió de Vega Baja, i els helicòpters UH-1 han estat deixats per la guarda nacional de Puerto Rico.
Segons Lyne, les projeccions de prova van ser dures pels espectadors i prop de 20 minuts d'escenes molestes han estat tallades, sobretot a l'últim terç del film.

## Rebuda
El film només ha tingut un èxit moderat en la seva sortida, informant aproximadament 26 milions de dòlars al box-office a Amèrica del Nord per un pressupost de 25 milions $.
Ha rebut una acollida critica favorable, recollint un 70 % de critiques positives, amb una nota mitjana de 6,5/10 i sobre la base de 46 critiques, en el lloc Rotten Tomatoes. A Metacritic, obté un resultat de 62/100 sobre la base de 20 critiques.
El film està classificat a la llista dels 10 films més espantosos de tots els temps per nombrosos llocs web. Figura també a la llista dels millors thrillers de tots els temps.

## Influència
El film és sovint citat com font d'inspiració per la saga Silent Hill.
El clip, així com la cançó Nightmare del grup Avenged Sevenfold, s'inspiren en una escena del film.

## Banda original
- Lady Marmalade, interpretat per Patti LaBelle
- My Thang, interpretat per James Brown
- Please M.. Postman, compost per Robert Bateman, Georgia Dobbins, William Garrett, Freddie Gorman i Brian Holland
- Sonny Boy, interpretat per Al Jolson
- What's Going Es, interpretat per Marvin Gaye
- Hearing Solar Winds /Part 3: Arc Descents, interpretat per David Hykes

## Premis
- Gran Premi de l'estrany, Premi de la critica i Premi del públic al Festival internacional de cinema fantàstic d'Avoriaz 1991.